# Старосолдово
Старосолдово (баш. Иҫке Салдау, тат. Иске Салдау) — деревня в Татышлинском районе Республики Башкортостан Российской Федерации. Входит в состав Бадряшевского сельсовета. 

## География

### Географическое положение
Расстояние до:
- районного центра (Верхние Татышлы): 27 км,
- центра сельсовета (Бадряшево): 15 км,
- ближайшей ж/д станции (Куеда): 12 км.

## Население
| 2002 | 2009 | 2010 |
| ---- | ---- | ---- |
| 192  | ↘142 | ↘134 |

Национальный состав
Согласно переписи 2002 года, преобладающая национальность — башкиры (97 %).